# Arquidiócesis de Aparecida
La arquidiócesis de Aparecida (en latín: Archidioecesis Apparitiopolitana y en portugués: Arquidiocese de Aparecida) es una circunscripción eclesiástica latina de la Iglesia católica en Brasil, sede metropolitana de la provincia eclesiástica de Aparecida. La arquidiócesis tiene al arzobispo Orlando Brandes como su ordinario desde el 16 de noviembre de 2016. 

## Territorio y organización

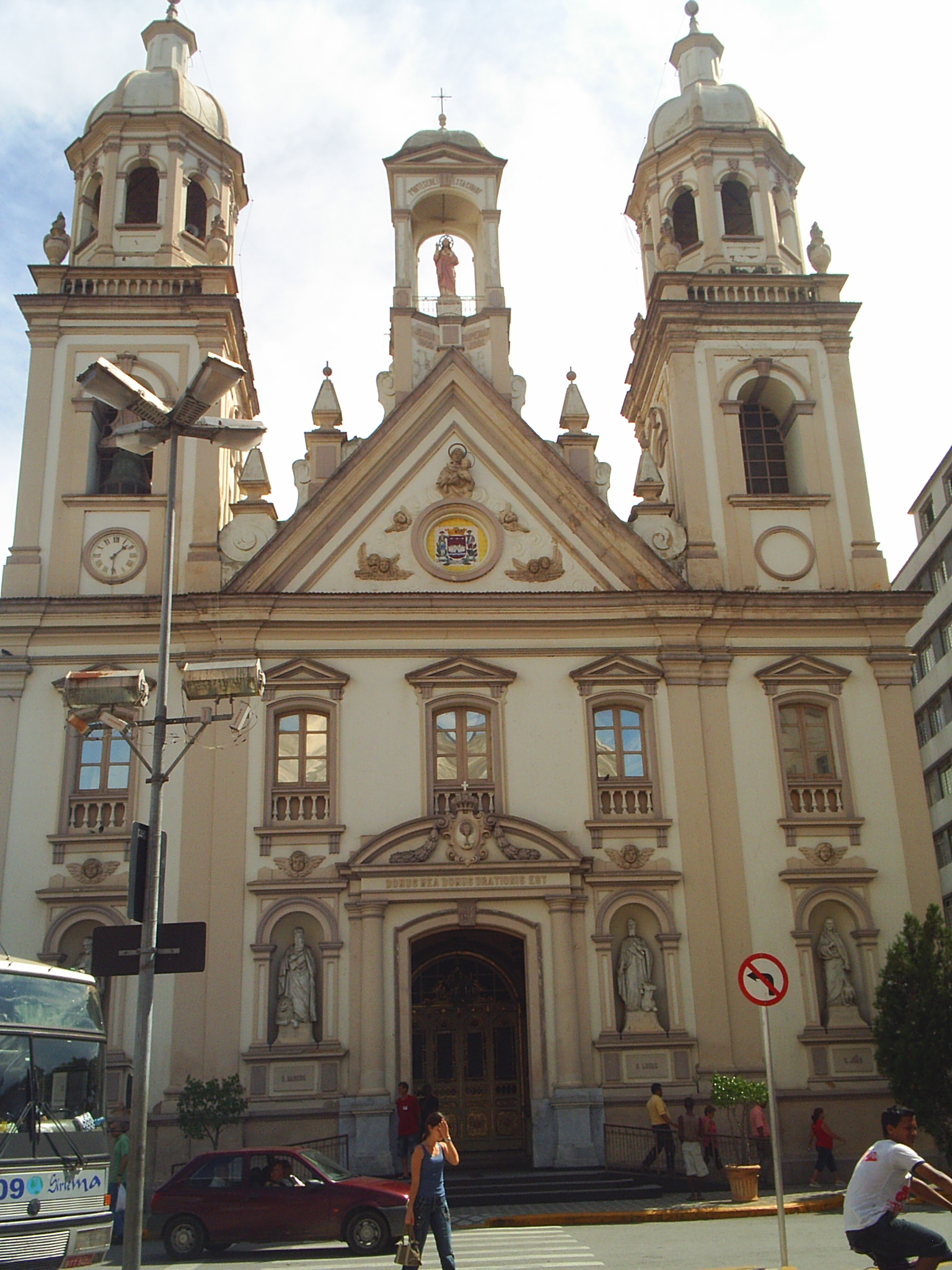
Excatedral de San Antonio, Guaratinguetá

La arquidiócesis tiene 1300 km² y extiende su jurisdicción sobre los fieles católicos de rito latino residentes en 5 municipios del estado de São Paulo: Aparecida, Guaratinguetá, Lagoinha, Potim y Roseira.
La sede de la arquidiócesis se encuentra en la ciudad de Aparecida, en donde se halla la Catedral basílica de Nuestra Señora Aparecida, el más importante santuario mariano de Brasil, elevado al rango de basílica menor por el papa Juan Pablo II en 1981 mediante el breve Satis superque. Desde el 22 de octubre de 2016 el santuario es la nueva catedral de la arquidiócesis, en sustitución de la excatedral de San Antonio, ubicada en Guaratinguetá.
En 2020 en la arquidiócesis existían 18 parroquias.
La arquidiócesis tiene como sufragáneas a las diócesis de: Caraguatatuba, Lorena, São José dos Campos y Taubaté.

## Historia

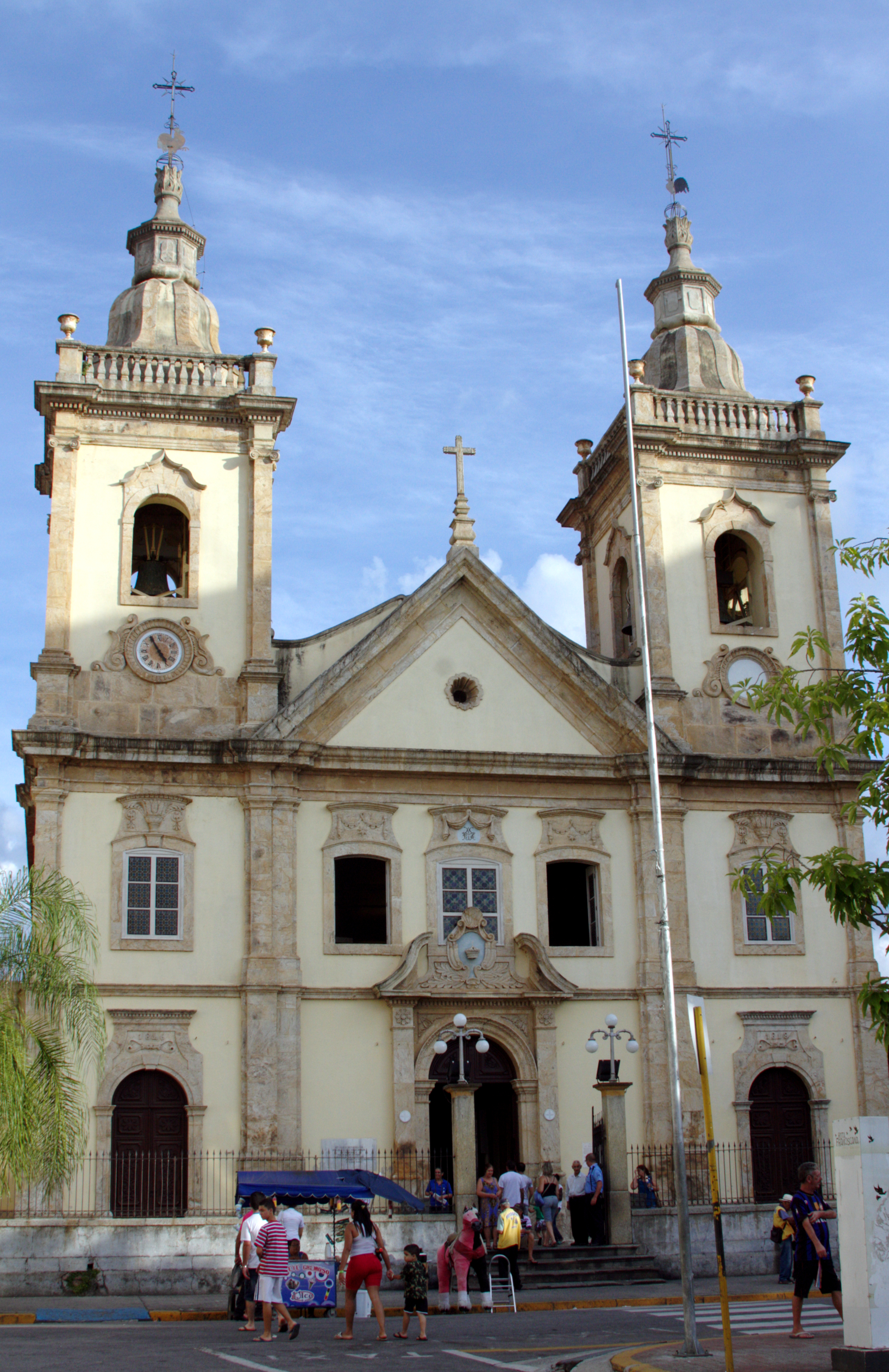
Antigua basílica de Nuestra Señora Aparecida

La arquidiócesis fue erigida el 19 de abril de 1958 con la bula Sacrorum Antistitum del papa Pío XII, obteniendo el territorio de la arquidiócesis de San Pablo y de la diócesis de Taubaté.
El santuario de Aparecida fue visitado por tres papas: Juan Pablo II en 1980, Benedicto XVI en 2007 y Francisco en 2013.

## Estadísticas
De acuerdo al Anuario Pontificio 2021 la arquidiócesis tenía a fines de 2020 un total de 166 000 fieles bautizados.
| Año                                                                             | Población            | Población | Población      | Sacerdotes | Sacerdotes    | Sacerdotes    | Bautizados por sacerdote | Diáconos permanentes | Religiosos | Religiosos | Parroquias |
| Año                                                                             | Bautizados católicos | Total     | % de católicos | Total      | Clero secular | Clero regular | Bautizados por sacerdote | Diáconos permanentes | Varones    | Mujeres    | Parroquias |
| ------------------------------------------------------------------------------- | -------------------- | --------- | -------------- | ---------- | ------------- | ------------- | ------------------------ | -------------------- | ---------- | ---------- | ---------- |
| 1959                                                                            | 66 000               | 72 000    | 91.7           | 57         | 6             | 51            | 1157                     |                      | 76         | 91         | 5          |
| 1966                                                                            | 71 200               | 75 900    | 93.8           | 53         | 5             | 48            | 1343                     |                      | 75         | 122        | 6          |
| 1970                                                                            | 100 674              | 106 544   | 94.5           | 57         | 4             | 53            | 1766                     |                      | 80         | 170        | 6          |
| 1976                                                                            | 108 759              | 116 525   | 93.3           | 75         | 4             | 71            | 1450                     |                      | 175        | 148        | 7          |
| 1980                                                                            | 116 000              | 126 000   | 92.1           | 79         | 5             | 74            | 1468                     |                      | 123        | 120        | 9          |
| 1990                                                                            | 170 870              | 186 940   | 91.4           | 68         | 13            | 55            | 2512                     |                      | 143        | 144        | 8          |
| 1999                                                                            | 193 700              | 212 000   | 91.4           | 84         | 23            | 61            | 2305                     | 2                    | 110        | 135        | 15         |
| 2000                                                                            | 190 000              | 220 000   | 86.4           | 97         | 19            | 78            | 1958                     | 2                    | 123        | 163        | 15         |
| 2001                                                                            | 190 000              | 220 000   | 86.4           | 91         | 24            | 67            | 2087                     | 2                    | 103        | 176        | 15         |
| 2002                                                                            | 198 000              | 220 000   | 90.0           | 94         | 21            | 73            | 2106                     | 2                    | 118        | 183        | 15         |
| 2003                                                                            | 151 470              | 168 300   | 90.0           | 89         | 20            | 69            | 1701                     | 2                    | 111        | 173        | 15         |
| 2004                                                                            | 83 013               | 180 000   | 46.1           | 90         | 21            | 69            | 922                      | 2                    | 119        | 177        | 16         |
| 2006                                                                            | 85 200               | 184 600   | 46.2           | 94         | 22            | 72            | 906                      | 2                    | 124        | 159        | 17         |
| 2011                                                                            | 167 800              | 198 000   | 84.7           | 102        | 26            | 76            | 1645                     | 2                    | 175        | 188        | 18         |
| 2012                                                                            | 169 300              | 200 000   | 84.7           | 99         | 26            | 73            | 1710                     | 2                    | 125        | 186        | 18         |
| 2015                                                                            | 160 091              | 191 763   | 83.5           | 105        | 26            | 79            | 1524                     | 2                    | 117        | 191        | 18         |
| 2018                                                                            | 164 040              | 195 511   | 83.9           | 147        | 26            | 121           | 1115                     | 2                    | 160        | 188        | 18         |
| 2020                                                                            | 166 000              | 198 206   | 83.8           | 117        | 26            | 91            | 1368                     | 2                    | 146        | 196        | 18         |
| Fuente: Catholic-Hierarchy, que a su vez toma los datos del Anuario Pontificio. |                      |           |                |            |               |               |                          |                      |            |            |            |

## Episcopologio
- Carlos Carmelo de Vasconcelos Motta † (19 de abril de 1958-18 de abril de 1964 nombrado arzobispo) (administrador apostólico)

- Carlos Carmelo de Vasconcelos Motta † (18 de abril de 1964-18 de septiembre de 1982 falleció)
- Geraldo María de Morais Penido † (18 de septiembre de 1982 por sucesión-12 de julio de 1995 retirado)
- Aloísio Leo Arlindo Lorscheider, O.F.M. † (24 de mayo de 1995-28 de enero de 2004 retirado)
- Raymundo Damasceno Assis (28 de enero de 2004-16 de noviembre de 2016 retirado)
- Orlando Brandes, desde el 16 de noviembre de 2016